# Barton Warren Evermann
Barton Warren Evermann est un ichtyologiste et un écologiste américain, né le 24 octobre 1853 à Albia dans le comté de Monroe, (Iowa) et mort le 27 septembre 1932 à Berkeley.

## Biographie
Il enseigne d’abord dans les écoles primaires de l’Indiana et de Californie de 1871 à 1881 puis enseigne la biologie à l’École normale d’État de l’Indiana de 1886 à 1891 tout en poursuivant des études à l’université d’État. C’est durant ses études qu’il rencontre David Starr Jordan (1851-1931) qui l’encourage dans l’étude des poissons. Ils écriront ensemble, plus tard, plusieurs livres sur ces animaux.
Il obtient son doctorat en 1891 et devient ichtyologiste pour la Commission fédérale des pêches. Il milite activement, dès 1892, pour une politique responsable des captures d’otaries en Alaska afin de conserver les espèces. Il devient, en 1914, directeur de la California Academy of Sciences, fonction qu’il conserve jusqu’à la mort. Il se marie le 24 octobre 1875 avec Meade Hawkins.

## Œuvre
Il publie 397 livres et articles principalement consacrés aux poissons, mais il étudie également d’autres animaux, notamment les oiseaux. Les publications signées avec Jordan sont The Fishes of North and Middle America (4 volumes, 1896-1900), American Food and Game Fishes (1902) et A Checklist of the Fishes and Fishlike Vertebrates of North and Middle America (1896). Il publie, seul, The Golden Trout of the High Sierras (1906), The Fishes of Alaska (1906) et The Fishes of Peru (1915).

## Hommages
Plusieurs taxons lui ont été dédiés :
- 1895 : Evermannia par David Starr Jordan (1851-1931) ;
- 1901 : Evermanella par Henry Weed Fowler (1878-1965) ;
- 1903 : Evermanella (transformé en Evermanolus en 1907) par Carl H. Eigenmann (1863-1927) ;
- 1919 : Evermannichthys par Jan Metzelaar (1891-1929).